# تری‌فنیل فسفین سولفید
تری‌فنیل فسفین سولفید (به انگلیسی: Triphenylphosphine sulfide) با فرمول شیمیایی C۱۸H۱۵PS یک ترکیب شیمیایی با شناسه پاب‌کم ۱۹۷۵۸ است. که جرم مولی آن ۲۹۴٫۳۵۰۴۶۱ g/mol می‌باشد. شکل ظاهری این ترکیب، جامد سفید است.